# Henrik S. Holck
Henrik Søren Holck (født 1. februar 1961) er en dansk digter, forfatter, billedkunstner og kunstkritiker.

## Biografi
Henrik S. Holck debuterede i 1978 som 16-årig med med digtsamlingen Vi må være som alt. Debuten er et alt-sansende værk om naturen, dyrene, luftens og menneskenes sammenhæng. Den blev højt rost af samtidens kritikere og er siden blevet kaldt for et overset hovedværk i nyere dansk poesi. Den markerer sammen med Michael Strunge og F. P. Jac begyndelsen på 80'er-poesien. Holck deltog i generationsmanifestationen NÅ!!80 i 1980, hvor han debuterede med sit rockband I Suppose I Used It And Just Left It There. Han er repræsenteret i ca. 20 inden- og udenlandske antologier og tidsskrifter.
Som barn var Holck indlagt på Børnepsykiatrisk Afdeling i Glostrup.
Fra 1978 til 1984 blev han uddannet på Kunstakademiet i København som elev hos professor Robert Jacobsen. Derefter virkede han kun som billedhugger indtil 1990, hvor han genoptog maleriet. I dag arbejder Holck overvejende som maler. Han har desuden åbnet forlaget Edition Holck.
I 2021 udgav Holck i samarbejde med C. Andersen en række sange på YouTube under navnet Landeryd Sessions. Hans roman, Materialismen, er dedikeret til samme.
Han modtog Carl Møllers Legat i 1988, Statens Kunstråds arbejdslegat i 2005, Statens Kunstfonds rejselegat i flere omgange fra 1992 til 2007, og har desuden været støttet af Akademiraadet og Kunststyrelsen.

## Udstillinger
Udvalgte udstillinger:
- Sol-Ikoner, guldfoliegraveringer, Gallerie Banks, 1974
- Sven Dalsgaard og 26 elever, Dronninglund Kunstcenter, 1979
- Separat debutudstilling, maleri og skulptur, Galleri Kanal II, Christianshavn, 1980
- Pluto Stories, Toy Art Sculptures, Galleri Kanal II, 1983
- Kunstnere for fred, Charlottenborg, 1983
- Gud og Grammatik, med Christian Scheel, Cai U. von Platen og Morten Skriver, debutudstilling for Skolen for Kunsten i Mennesket, Charlottenborg, 1984
- Niveau, med Elmer, Jørgen Fog og Jesper Christiansen, Kunsthallen, Brandts Klædefabrik
- Nostalgia, med Robert Jacobsen og tidligere elever fra akademiet, Galleri 2112, 1991
- 1000 Tetes, Hommage Cote d´Azur, 1000 akvareller udført i Sydfrankrig, Kunstgalleri Holck, Bredgade, 1993
- Holck Retrospektiv, 300 værker, Amaliegade, 1996-97
- Outsiders, med Dirk Larsen (UK), William Anthony (USA) og Jenny Watson (Australien), internationalt maleri, Stalke Galleri, 1999-2000
- Termine-archiv, 20 years in Danish Art, Stalke Collection, Kirke Sonnerup, 2002
- Hyldest til Færøerne!, maleri, Det Færøske Hus, 2002-03
- P A S S I O N, malerier fra Færøerne, Brøndsalen, Det Kongelige Danske Haveselskab, 2003

## Ekstern henvisning
- holckworld.com, hjemmeside Arkiveret 8. april 2005 hos  Wayback Machine